# Marco Pompeyo Macrino
Marco Pompeyo Macrino Teófanes (en latín Marcus Pompeius Macrinus Theophanes) fue un senador romano del siglo II, que desarrolló su carrera política bajo los imperios de Antonino Pío y Marco Aurelio y Lucio Vero.

## Orígenes y familia

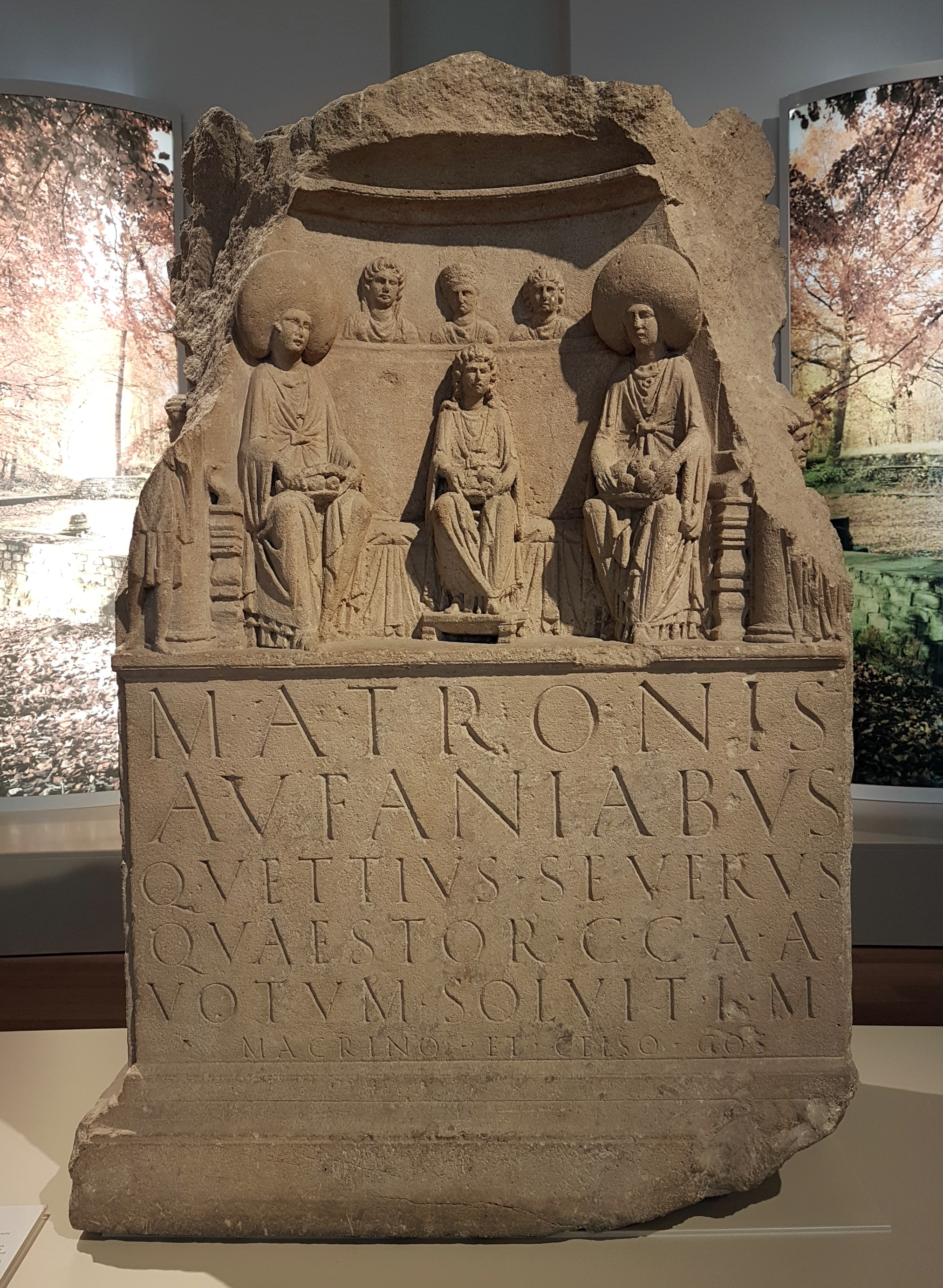
Inscripción votiva dedicada a las Matres Aufianabus data en 164 mencionando a los cónsules Macrino y Celso

Natural de la pars orientalis del Imperio romano, era hijo de Marco Pompeyo Macrino Neo Teófanes, consul suffectus en 115, bajo Trajano. Marco Gavio Esquila Galicano, consul ordinarius en 150, era su cuñado, ya que estaba casado con su  hermana Pompeya Agripinila.

## Carrera política
Su único cargo conocido es el de consul ordianrius en 164, bajo Marco Aurelio y Lucio Vero.